# Давыдов, Гавриил Михайлович
Гавриил Михайлович Давыдов (19 февраля 1894, Орлов, Вятская губерния (ныне Орловский район Кировской области) – 21 апреля 1959, Архангельск) — хирург, доктор медицинских наук (1936), профессор (1942), отличник здравоохранения СССР (1947).

## Биография
Родился в Орлове Орловского уезда Вятской губернии (ныне – Орловский район Кировской обл.).
Начальное образование получил в церковно-приходской школе, затем окончил реальное училище г. Орлова (1913).  Обучался во 2-м Ленинградский медицинский институт (1914—1918). В годы революции служил в РККА (1918—1920). Затем продолжил учёбу и после окончания полного курса 2-го ЛМИ в 1924 г. три года работал по специальности — хирург Обуховской больницы под руководством И.И. Грекова (1924—1927),  затем – ассистент кафедры госпитальной хирургии 2-го ЛМИ (1927—1933),  – доцент кафедры общей хирургии 3-го ЛМИ (1934—1940), — профессор кафедры общей хирургии ВММА (1940-1942). Параллельно с лечебной и преподавательской работой с 1931 по 1942 г. проводил  экспериментальные исследования в отделе физиологии Всесоюзного института экспериментальной медицины под руководством академика К. М. Быкова.
Как военный хирург был участником военного конфликта на озере Хасан 1938 года, затем в составе войск Красной Армии – во вхождении в Западную Белоруссию и Украину и в Советско-финляндской войне (1939), в период Великой Отечественной войны — до момента  эвакуации в 1942 году из блокадного Ленинграда в Архангельск, где был утверждён заведующим кафедрой госпитальной хирургии Архангельского государственного медицинского института (АГМИ).
Под его руководством в АГМИ проводились актуальные исследования в области клинической физиологии желудочно-кишечного тракта, проведено целенаправленное обследование населения Плесецкого, Каргопольского районов области и Ненецкого Автономного округа для выявления очагов эндемического зоба, после чего впервые было налажено централизованное снабжение этих районов йодированной солью. Под его руководством выполнены и защищены докторская (В. Ф. Цель) и четыре кандидатские диссертации (Е. Е. Шимановская, А. А. Киров, Н. А. Рыбкина, А. С. Баранова).
Являлся участником всесоюзных, республиканских съездов и научных конференций хирургов, нейрохирургов и травматологов, научных сессий и пленумов научно-исследовательских институтов Москвы и Ленинграда. С 1949 по 1959 годы — главный хирург Архоблздравотдела;  более 10 лет возглавлял Архангельское областное научное общество хирургов, был внештатным главным хирургом области. Ему принадлежат более 40 печатных научных работ
Похоронен на Богословском кладбище Санкт-Петербурга.

## Звания, награды
- 1936 – удостоен звания доктор медицинских наук
- 1954 – орден Ленина
- 1944 – медаль  «За оборону Советского Заполярья»
- 1945 – медаль «За доблестный труд в годы ВОВ»
- 1945 – медаль «За победу над Германией»
- 1948 – «За оборону Ленинграда»[3]